# 横手市立雄物川北小学校
横手市立雄物川北小学校（よこてしりつ おものがわきたしょうがっこう）は、秋田県横手市雄物川町沼館にかつて存在した公立小学校。

## 概要
雄物川北小学校は、沼館小学校・館合小学校の統合によって2000年（平成12年）に開校した学校であるが、2015年（平成27年）に雄物川小学校へと統合され、閉校した。
閉校時まで使用された校舎は1972年（昭和47年）に竣工したもので、2000年の統合時には旧沼館小学校の校舎がそのまま使用された。
市が策定した横手市財産経営推進計画における中期計画では、旧雄物川北小学校校舎は2025年（令和6年）に解体される予定。

## 沿革

### 略歴
雄物川北小学校の前身となるのは、明治期に発された学制によって1874年から1879年にかけて開校した以下の学校となる。
- 宮田小学校 - 1874年7月7日開校
- 今宿学校 - 1874年7月13日開校
- 薄井小学校 - 1875年6月8日開校

- 会塚学校 - 1877年8月20日開校
- 霊沼学校 - 1879年2月8日開校
- 二井山学校 - 1879年5月12日開校

このうち、今宿・会塚・霊沼・二井山の4校を統合して1883年3月31日に「望嶽小学校」が開校、宮田・薄井の2校を統合して1887年に「薄井尋常小学校」が開校した。
望嶽小は1887年に「今宿尋常小学校」と「沼館小学校」の2校に分離するが、1889年に両校は統合され「沼館簡易小学校」へ、1895年に高等科を附設して「沼館尋常高等小学校」となった。薄井尋常小は1900年に「館合小学校」と改称している。
第二次世界大戦が勃発し、国民学校令が公布された1941年にそれぞれ「沼館国民学校」「館合国民学校」へ、終戦後の学校教育法によってそれぞれ「沼館町立沼館小学校」「館合村立館合小学校」へと改称。1955年には沼館町と館合村（一部）が雄物川町へと合併したことにより「雄物川町立沼館小学校」「雄物川町立館合小学校」へとそれぞれ改称した。
2000年には沼館小・館合小が統合され、旧沼館小の校舎を使用して「雄物川町立雄物川北小学校」が発足。2005年には、旧横手市と平鹿郡5町2村による合併で横手市が発足し、「横手市立雄物川北小学校」と改称した。ただ、市が策定した学校統合計画に基づき2015年に閉校し、南小学校・福地小学校とともに雄物川小学校へと統合された。

### 年表

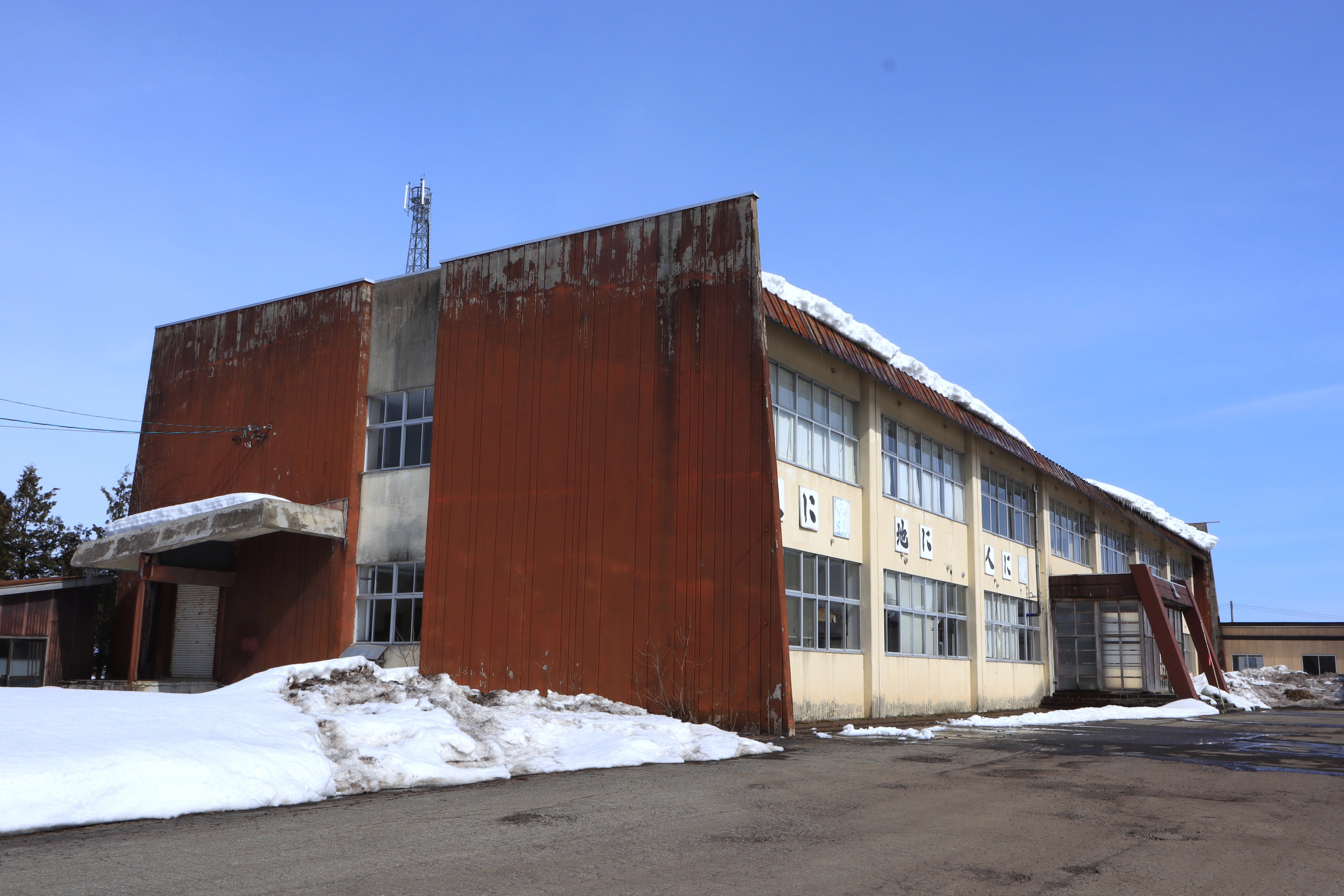
旧雄物川町立館合小学校

以下、注釈の無い項目は『雄物川町郷土史（1980年）』の情報によるもの。
- 1874年
  - 7月7日 - 「宮田小学校」が開校。
  - 7月13日 - 「今宿学校」が開校。
- 1875年6月8日 - 「薄井小学校」が開校。
- 1877年8月20日 - 「会塚学校」が開校。
- 1879年
  - 2月8日 - 「霊沼学校」が開校。
  - 5月12日 - 「二井山学校」が開校。
- 1883年3月31日 - 今宿学校、会塚学校、霊沼学校、二井山学校が統合し「望嶽小学校」が開校。
- 1887年
  - 4月1日 - 望嶽小が「今宿尋常小学校」と「沼館小学校」の2校に分離。今宿尋常小は東里と樽見内に、沼館小は二井山と会塚に分校を置いた。
  - 宮田小学校、薄井小学校が統合し「薄井尋常小学校」が開校。
- 1889年4月1日 - 今宿尋常小と沼館小を統合し「沼館簡易小学校」となる。
- 1895年4月1日 - 高等科を附設し、「沼館尋常高等小学校」と改称。
- 1900年4月1日 - 薄井尋常小、「館合小学校」と改称。
- 1904年4月1日 - 二井山分教場を廃止。
- 1909年4月13日 - 二井山分教場を再度設置。
- 1941年4月1日 - 国民学校令により、「沼館国民学校」「館合国民学校」とそれぞれ改称。
- 1947年4月1日 - 学校教育法（現行法）により、「沼館町立沼館小学校」「館合村立館合小学校」とそれぞれ改称。
- 1954年4月1日 - 二井山分教場が独立し、「沼館町立二井山小学校」となる。
- 1955年
  - 4月1日 - 町立沼館小・町立二井山小、町村合併により「雄物川町立沼館小学校」「雄物川町立二井山小学校[11][12]」とそれぞれ改称。
  - 10月10日 - 村立館合小、町村合併により「雄物川町立館合小学校」と改称。
- 1961年11月13日 - 二井山小学校、校歌を制定[13]。
- 1975年3月31日 - 二井山小学校が閉校。
- 2000年
  - 4月1日 - 2校統合で「雄物川町立雄物川北小学校」が発足[1][2]。
  - 5月26日 - 合言葉「北の未来に夢をむすぼう」を体育館壁面へ掲額[1]。
- 2005年10月1日 - 市町村合併により「横手市立雄物川北小学校」と改称。
- 2014年12月20日 - 閉校式典挙行[14]。
- 2015年3月31日 - 閉校[2][4]。

## 校歌
雄物川北小学校校歌「夢をむすぼう」
- 作詞：小西保明
- 作曲：小野寺建子

沼館小学校校歌
- 作詞：佐々木順
- 作曲：山本正夫

館合小学校校歌
- 作詞：土屋荘介
- 作曲：小松耕輔

仁井山小学校校歌
- 作詞：佐々木順
- 作曲：佐藤長太郎

## 通学区域
2014年時点の「横手市立小中学校通学区域に関する規則」によると、以下の通り。
- 雄物川町会塚・雄物川町薄井・雄物川町二井山・雄物川町矢神の全域
- 雄物川町今宿の字上作ノ瀬（南小学区）・字末館（福地小学区）を除く全域
- 雄物川町砂子田の字旧明神・字崎信谷地の一部
- 雄物川町造山の字造山・字十足馬場の一部
- 雄物川町沼館の字作ノ瀬（南小学区）を除く全域
- 雄物川町深井の字中島の一部、字郷中島・字清水沼・字下柳原・字鳥羽下・字東又・字柳原

## 著名な卒業生
- 宇佐美大輔（バレーボール選手）